# 화물 자전거

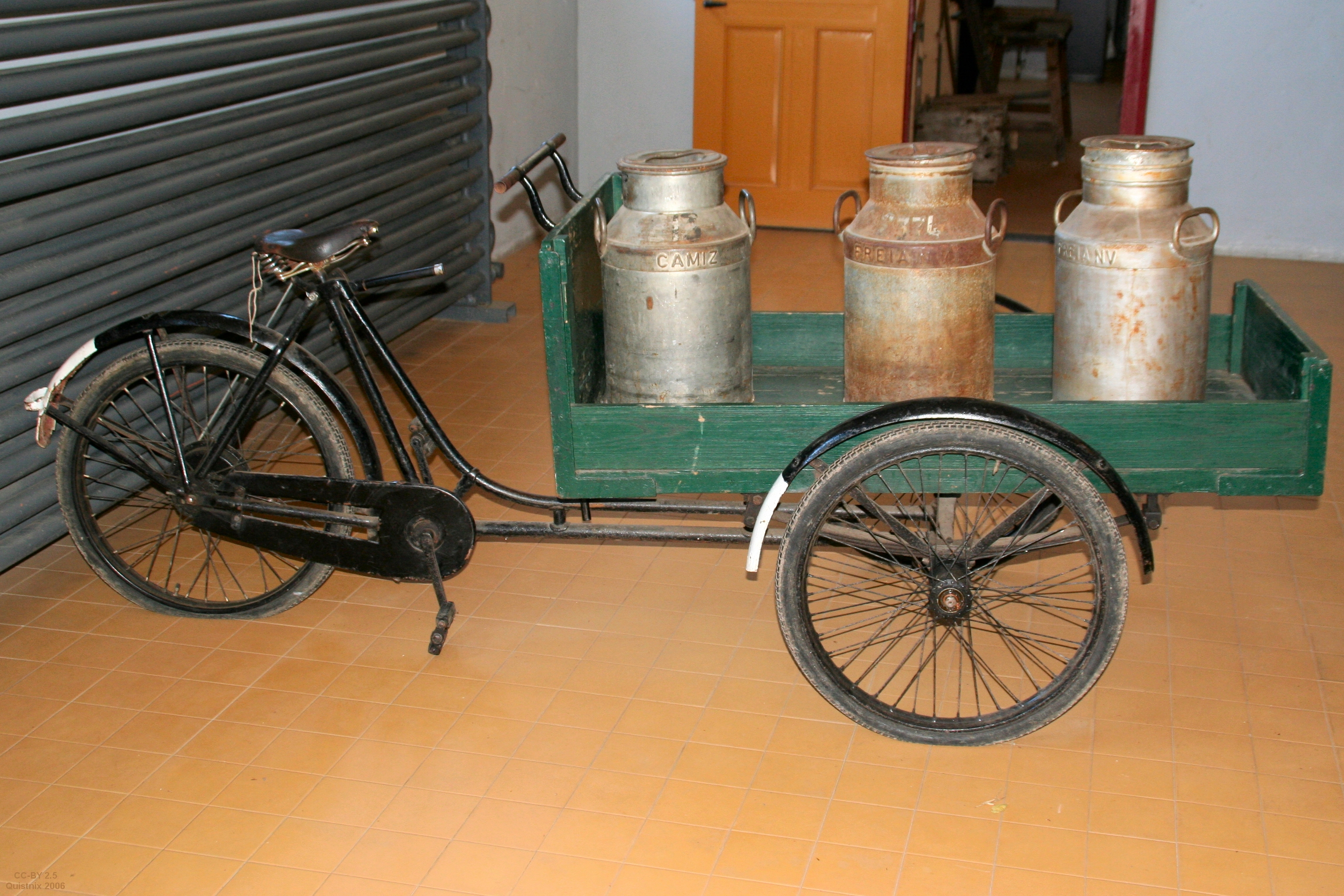

화물 자전거(貨物自轉車, 영어: Freight bicycle) 또는 짐자전거는 짐을 싣기에 적합하도록 만들어진 자전거를 말한다. 디자인은 생활 자전거와 비슷하나, 화물을 실을 수 있는 적재함을 가지고 있으며, 생활 자전거에 비해 큰 무게를 견딜 수 있도록 설계되어 있는 것이 특징이다.
과거에는 일반 자전거와 비슷한 구조에 축간 거리가 길고 핸들축과 짐칸에 철골을 덧대어 보강한 형태의 자전거가 가게의 상품 배달용 등의 용도로 많이 사용되었으나 1980년대 이후 모터사이클을 이용한 배달이 보편화되면서 사용이 크게 감소하였다. 그러나 2000년대 들어 자전거의 친환경적 특징이 부각되고 기존 화물 자전거의 불편한 구조를 개선하여 짐칸을 핸들바 앞쪽으로 옮기고 편의성을 강화한 새로운 형태의 화물 자전거가 등장하면서 유럽에서는 도심 택배 수단 및 개인 화물 운송 수단으로 각광을 받고 있다.

## 특징
- 큰 무게를 지탱하기 위해 타이어가 일반 생활 자전거보다 굵고 압력이 높다.
- 짐을 실어야 하는 특성상 일반 생활 자전거보다 축간 거리가 길다.
- 화물을 실을 수 있는 큰 골격 강도를 확보하기 위해 고장력강 등의 무겁고 튼튼한 소재로 만들어져 있다.
- 구조를 간단하게 하여 구동력을 높이고 고장률을 낮추기 위해 프리휠 단일 기어로 되어 있다.
- 싣는 짐의 종류에 따라 핸들바와 앞바퀴축 사이, 짐칸과 뒷바퀴축 사이에 철근이나 철관을 덧대어 강성을 보강하기도 한다.
- 동급의 취미용이나 생활용 자전거와 비교해 가격이 상대적으로 저렴하다.

## 단점
- 내구성이 큰 만큼 자전거 자체의 중량도 일반 생활자전거에 비해 무겁다.
- 화물을 운송하는 데 특화되어 있어 편의성 면에서 일반 자전거보다 떨어진다.
- 축간 거리가 길어 일반 자전거보다 운동성이 나쁘다.

## 같이 보기
- 자전거